# Лайань
Лайа́нь (кит. упр. 来安, пиньинь Lái'ān) — уезд городского округа Чучжоу провинции Аньхой (КНР).

## История
Во времена империи Тан в 709 году из уезда Цинлю был выделен уезд Юнъян (永阳县), названный по горе Юнъяншань. При империи Южная Тан он был в 958 году переименован в Лайань в честь протекающей по его территории реки Лайаньшуй. Во времена империи Сун уезд дважды расформировывался и дважды создавался вновь.
В июне 1949 года был образован Специальный район Чусянь (滁县专区), и уезд вошёл в его состав. В 1956 году Специальный район Чусянь был расформирован, и уезд перешёл в состав Специального района Бэнбу (蚌埠专区).
В 1961 году Специальный район Чусянь был образован вновь, и уезд вернулся в его состав. В 1971 году Специальный район Чусянь был переименован в Округ Чусянь (滁县地区).
Постановлением Госсовета КНР от 20 декабря 1992 года округ Чусянь был преобразован в городской округ Чучжоу.

## Административное деление
Уезд делится на 8 посёлков и 4 волости.